# ...And Justice for All (album)
...And Justice for All četvrti je studijski album američkog thrash metal sastava Metallica. Ovo je ujedno i prvi studijski album na kojem bas-gitaru svira Jason Newsted. Album je 25. kolovoza 1988. godine objavila diskografska kuća Elektra Records.

## Popis pjesama
Tekstovi: James Hetfield, osim za pjesmu „To Live Is to Die” čiji je tekst napisao Cliff Burton. 
| 1.    | »Blackened«                 | Hetfield, Lars Ulrich, Jason Newsted | 6:40 |
| 2.    | »…And Justice for All«      | Hetfield, Ulrich, Kirk Hammett       | 9:44 |
| 3.    | »Eye of the Beholder«       | Hetfield, Ulrich, Hammett            | 6:25 |
| 4.    | »One«                       | Hetfield, Ulrich                     | 7:24 |
| 5.    | »The Shortest Straw«        | Hetfield, Ulrich                     | 6:35 |
| 6.    | »Harvester of Sorrow«       | Hetfield, Ulrich                     | 5:42 |
| 7.    | »The Frayed Ends of Sanity« | Hetfield, Ulrich, Hammett            | 7:40 |
| 8.    | »To Live Is to Die«         | Hetfield, Ulrich, Cliff Burton       | 9:48 |
| 9.    | »Dyers Eve«                 | Hetfield, Ulrich, Hammett            | 5:12 |
| 65:17 |                             |                                      |      |

## Osoblje
Metallica
- James Hetfield — vokali, ritam gitara
- Kirk Hammett — glavna gitara
- Jason Newsted — bas-gitara
- Lars Ulrich — bubnjevi, udaraljke